# Stephanie Durst
Pour les articles homonymes, voir Durst (homonymie).
Stephanie Durst, née le 11 avril 1982, est une athlète américaine, évoluant sur le sprint.

## Biographie
Elle réalise ses premiers pas sur les meetings européens en 2005. L'année suivante, elle  obtient quelques bons résultats qui lui donnent l'occasion de participer aux finales IAAF à la fin de la saison 2006.
Pour l'ouverture de la saison 2007 de la Golden League, elle remporte le 100 mètres du Bislett Games.

## Palmarès

### Golden League
- Vainqueur du 100 mètres du Bislett Games 2007